# IC 2244
IC 2244 је појединачна звијезда у сазвјежђу Рак која се налази на листи објеката дубоког неба у Индекс каталогу.
Деклинација објекта је + 24° 32' 45" а ректасцензија 8h 15m 22,3s.